# Poecilopsis mixta
Poecilopsis mixta är en fjärilsart som beskrevs av Harrison. Poecilopsis mixta ingår i släktet Poecilopsis och familjen mätare. Inga underarter finns listade i Catalogue of Life.